# Championnats d'Asie de boxe amateur 1971
Navigation
Édition précédente Édition suivante
La 5e édition des championnats d'Asie de boxe amateur s'est déroulée à Téhéran, Iran, du 27 août au 2 septembre 1971.

## Résultats

### Podiums
| Catégories                    | Or                    | Argent            | Bronze                                      |
| Poids mi-mouches (-48 kg)     | Lee Suk-un            | Rene Fortaleza    | Yoshimitsu Aragaki Abdul Raoufe             |
| Poids mouches (-51 kg)        | Chandra Narayanan     | Surapong Sripirom | Ferry Moniaga Jan Balouch                   |
| Poids coqs (-54 kg)           | Ko Saing-keun         | Ricardo Fortaleza | Manouchehr Bahmani Richard Clement          |
| Poids plumes (-57 kg),        | Vakil Manfared Nosrat | Preecha Nopparat  | Nau Bahar Non décerné                       |
| Poids légers (-60 kg)         | Khaidan Altankhoiag   | Muniswamy Venu    | Mohsen Sahafi Sawart Wongkaew               |
| Poids super-légers (-63,5 kg) | Srisook Buntoe        | Ramon Babaei      | Benjamin Molero Malang Balouch              |
| Poids welters (-67 kg)        | Jung Young-geun       | Damdinjavyn Bandi | Hosseingholi Nohroudi Frans van Bronckhorst |
| Poids super-welters (-71 kg)  | Abdollah Ghasemi      | Habib-ur-Rehman   | Namkhain Tsend-Ayuush Kamchad Chaloksiri    |
| Poids moyens (-75 kg)         | William Gommies       | Masoud Keshmiri   | Doulema Pratarn Term                        |
| Poids mi-lourds (-81 kg)      | Mehtab Singh          | Gombyn Zorig      | Mehdi Hoviatdoust Khizar Hayat              |
| Poids lourds (+81 kg),        | Masud Hajrasouli      | Non décerné       | Somart Kanchanavra Non décerné              |

### Tableau des médailles
| Place | Pays             | Médaille d'or, Asie | Médaille d'argent, Asie | Médaille de bronze, Asie | Total |
| ----- | ---------------- | ------------------- | ----------------------- | ------------------------ | ----- |
| 1     | Iran             | 3                   | 2                       | 4                        | 9     |
| 2     | Corée du Sud     | 3                   | 0                       | 0                        | 3     |
| 3     | Inde             | 2                   | 1                       | 0                        | 3     |
| 4     | Thaïlande        | 1                   | 2                       | 4                        | 7     |
| 5     | Mongolie         | 1                   | 2                       | 2                        | 5     |
| 6     | Indonésie        | 1                   | 0                       | 2                        | 3     |
| 7     | Philippines      | 0                   | 2                       | 1                        | 3     |
| 8     | Pakistan         | 0                   | 1                       | 6                        | 7     |
| 9     | Japon            | 0                   | 0                       | 1                        | 1     |
| Total | 9 pays médaillés | 11                  | 10                      | 20                       | 41    |